# Сакалиби
Сакалиба (на арабски: صقالبة) е общо арабско наименование на народите в Източна Европа – славяни, тюрки или угри, използвано в средновековната ислямска литература. Ал Куфи включва в това понятие всички „неверници от Източна Европа“. Ал Хорезми през 836 – 847 г. записва: „Германия, това е страната на сакалибите“. Масуди през X век причислява към сакалибите немци „намчин“ и унгарци „турок“. В частност този термин се използва за воини-роби или наемници, залавяни или набирани в Източна Европа, като в крайна сметка някои достигат до високи постове в държавите от мюсюлманското Средиземноморие.
В историческите извори на арабските му съвременници Василий I Македонец е наричан Басил ас-саклаби.